# Caso Fritzl
Il caso Fritzl è un fatto di cronaca nera che ha visto il sequestro di persona ai danni di Elisabeth Fritzl, una donna austriaca imprigionata per 24 anni (dal 1984 al 2008) dal padre, Josef Fritzl, nella cantina della casa di famiglia ad Amstetten, nella Bassa Austria.
Durante tutto il periodo della prigionia, iniziato quando Elisabeth aveva 18 anni, il padre compì sistematicamente violenze e abusi sessuali nei confronti della figlia, dai quali nacquero sette figli.
Fritzl è anche noto come "il mostro di Amstetten".

## Antefatti

### Josef Fritzl

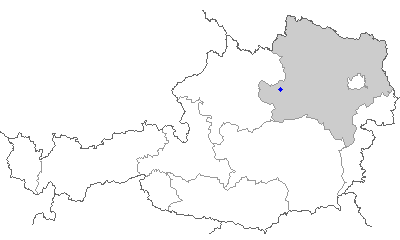
Posizione della città di Amstetten in Austria

Nato ad Amstetten il 9 aprile 1935, figlio unico di Maria Nenning e Josef senior, Fritzl venne cresciuto dalla sola madre. Suo padre, che aveva abbandonato la famiglia quando il figlio aveva quattro anni, in seguito si arruolò nella Wehrmacht e combatté durante la seconda guerra mondiale, rimanendo ucciso in azione nel 1944. Per qualche mese, nel 1945, allorché la madre fu internata nel campo di concentramento di Mauthausen per aver aggredito un agente di polizia, il piccolo Josef visse con una famiglia adottiva.
Durante l'infanzia, Josef Fritzl subì continuamente maltrattamenti e umiliazioni da parte della madre.  L'unica manifestazione d'affetto da parte di lei era l'andare insieme in chiesa la domenica. Le angherie subìte sarebbero state tra le concause dei suoi disturbi della personalità, che col tempo — come emergerà in seguito durante il processo a suo carico — lo resero incapace di comprendere appieno la gravità e le conseguenze di determinate azioni.
Dopo aver completato la scuola professionale in elettrotecnica, Fritzl ottenne un lavoro a Linz e nel 1956, all'età di 21 anni, sposò Rosemarie, più giovane di lui di quattro anni, che lo rese padre di due figli e cinque figlie. Amici e parenti della coppia (che era rimasta a risiedere nella città natale, al civico 40 di Ybbsstrasse) dichiararono che il clima familiare era altalenante: Fritzl passava infatti dall'essere un genitore affettuoso a manifestazioni di estrema violenza, sia a livello verbale sia fisico, nei confronti della moglie e dei figli, sei dei quali (eccetto Elisabeth) non appena maggiorenni ruppero ogni rapporto con il genitore. Nondimeno, l'uomo si sarebbe vendicato della madre, che nel 1959 andò a vivere con lui e la moglie, rimanendovi fino al decesso (avvenuto nel 1980): nello specifico, Fritzl avrebbe approfittato della crescente infermità della donna, obbligandola a trascorrere gli ultimi anni di vita in una stanza del sottotetto di casa priva di luce naturale.
Nel 1967 si rese responsabile dello stupro nei confronti di una donna di 24 anni residente nella città di Linz: Fritzl irruppe nella casa della donna e, approfittando dell'assenza del marito per lavoro, la violentò sessualmente, minacciandola con un coltello puntato alla gola. Arrestato poco dopo, fu condannato alla pena di diciotto mesi di reclusione: ne scontò dodici. Fu anche indagato per un crimine analogo compiuto a danno di una ragazza ventunenne e ripetutamente denunciato per atti osceni in luogo pubblico. Anni dopo gli furono contestati anche tre omicidi: quello della diciassettenne Anna Neumayer, uccisa a Linz il 17 agosto 1966, quello della coetanea Martina Claudia Posch di Vöcklabruck, rinvenuta cadavere nel lago Mondsee nel novembre 1986, e quello della prostituta quarantenne Gabriela Supeková avvenuto nel 2007 presso il confine tra Austria e Repubblica Ceca; da queste ultime accuse fu però scagionato per assenza di prove.
Dopo il suo rilascio Fritzl trovò lavoro in una ditta di materiali edili, dopodiché passò al settore delle attrezzature tecniche, operando come progettista di macchine utensili e rivenditore in tutta l'Austria. Nel 1995, compiuti i 60 anni d'età, andò in pensione, ma continuò a lavorare in autonomia, facendo anche alcuni investimenti immobiliari e gestendo una casa vacanze presso Unterach am Attersee.

### Elisabeth Fritzl
Figlia minore dei coniugi Fritzl, Elisabeth, nacque il 6 aprile 1966. Concluso il ciclo della scuola dell'obbligo, a 15 anni intraprese un corso professionale per lavorare come cameriera. Insofferente verso la violenza del padre, che era iniziata attorno al 1977, quando aveva 11 anni, nel 1983 scappò una prima volta da casa e si nascose a Vienna da un'amica; i genitori sporsero denuncia di scomparsa e la polizia la ritrovò dopo 3 settimane, riconducendola a casa nonostante lei avesse provato a denunciare le angherie che già subiva tra le mura domestiche. Elisabeth riuscì poi a finire il corso e trovò lavoro in un locale di Linz.

## Il finto allontanamento e la prigionia
Il 24 agosto 1984 i coniugi Fritzl denunciarono alla polizia la scomparsa di Elisabeth, che aveva appena compiuto 18 anni, sostenendo che si fosse allontanata volontariamente da casa al seguito di una setta religiosa. Gli inquirenti ritennero plausibile la storia, per via dei precedenti tentativi di fuga della ragazza.
In realtà fin dal 1981 Josef Fritzl si era messo segretamente al lavoro per ricavare nello scantinato di casa un vero e proprio bunker, dalla superficie calpestabile iniziale di 35 m², suddiviso in alcune stanze tutte prive di finestre, col soffitto a 170 cm da terra e accessibili attraverso una doppia porta blindata (le ante pesavano circa 300 chilogrammi e consistevano in un telaio ricoperto di lamiera d'acciaio e riempito di cemento), nascosta da uno scaffale appoggiato a una parete del suo laboratorio sotterraneo. La porta era dotata di una serratura elettronica di cui solo Fritzl conosceva il codice di azionamento. I locali non erano disposti immediatamente dietro la parete: dalla porta d'ingresso uno stretto corridoio lungo circa cinque metri conduceva ai locali abitabili, che includevano una stanza dotata di angolo cottura, lavandino, doccia, wc e tavolino, oltre a due camere da letto; il piano di calpestio presentava dei dislivelli tra un ambiente e l'altro. Gli arredi comprendevano anche un frigorifero e un congelatore per conservare il cibo, una lavatrice, un televisore con videoregistratore e una radio. L'aerazione era garantita da un pozzo di ventilazione, le stanze erano insonorizzate mediante dei tappetini di gomma fissati per terra e sui muri.
Esattamente 24 ore prima della denuncia di scomparsa, Josef Fritzl attirò Elisabeth con un pretesto all'interno del bunker: qui la aggredì, la immobilizzò e le somministrò farmaci e stupefacenti per stordirla; infine la ammanettò a un pilastro. Per rafforzare la veridicità della versione fornita agli inquirenti, la costrinse altresì a scrivere una lettera (che poi lui stesso spedì a casa sua imbucandola da Braunau am Inn) nella quale la ragazza affermava di esser scappata con un'amica e chiedeva ai genitori di non cercarla.
Dopo 2 giorni di immobilità totale, per i successivi 6 mesi Elisabeth fu lasciata legata a un guinzaglio (lungo appena quanto bastava per poter raggiungere i servizi igienici), in un ambiente umido e malsano, non riscaldato né termoisolato, che era quindi gelido d’inverno o soffocante d’estate. Il padre entrava nel bunker tendenzialmente una volta ogni due-tre giorni: per la continua alternanza tra luci accese e spente, la figlia perse presto la cognizione del tempo. Talora si limitava a portarle viveri, ma il più delle volte la seviziava e violentava: ad esempio la tenne legata a un palo per 9 mesi, oppure la ammanettò durante le molestie, o ancora la obbligò a guardare film pornografici per poi costringerla a ripeterne le scene.
Fritzl riuscì per 24 anni a mantenere la massima segretezza sulla segregazione di Elisabeth: alla moglie diceva che in cantina si dedicava alla progettazione di nuove macchine da vendere alle imprese; quando vi scendeva (spesso di prima mattina) le proibiva di seguirlo o di venirlo a trovare, anche solo per portargli il caffè. Allorché un inquilino, affittuario per 12 anni di un appartamento al piano terra dello stesso stabile dei Fritzl, sentì dei rumori provenire dal piano interrato e ne chiese spiegazioni a Josef dopo averlo visto scendere portando delle grosse borse, questi minimizzò la cosa affermando che si trattava di un malfunzionamento dell'impianto di riscaldamento a gas.

### I figli
A causa delle violenze incestuose perpetrate dal padre, Elisabeth diede alla luce sette figli nella cantina, senza alcuna assistenza:
- Kerstin: nata nel 1989 e vissuta sempre nel bunker.
- Stefan: nato nel 1990 e vissuto sempre nel bunker.
- Lisa: nata nel 1992 nel bunker e poi adottata e cresciuta nella casa del padre/nonno.
- Monika: nata nel 1994 nel bunker e poi adottata e cresciuta nella casa del padre/nonno.
- Alexander: nato nel 1996 nel bunker e poi adottato e cresciuto nella casa del padre/nonno.
- Michael: nato e morto nel 1996 nel bunker.
- Felix: nato nel 2002 e vissuto sempre nel bunker.

Lisa nel 1993 fu tolta della cantina e portata dal padre/nonno a vivere con lui: Fritzl informò le autorità e i servizi sociali di averla trovata sulla porta di casa insieme a un biglietto scritto dalla figlia, nel quale si supplicavano i genitori di adottare la bimba. Nessuno fece ulteriori accertamenti e dal momento che i coniugi Fritzl risultavano incensurati (la fedina penale del capofamiglia era stata espurgata dei crimini da lui commessi anni addietro, dichiarati estinti dopo 15 anni ai sensi della legge austriaca del tempo) l'affido fu concesso. Una "manovra" analoga interessò la quarta figlia, Monika: Fritzl la fece trovare alla moglie in un passeggino davanti a casa, dopodiché nel giro di pochi minuti la donna ricevette una telefonata nella quale una voce riconducibile a quella di Elisabeth (probabilmente preregistrata dal marito) chiedeva ai genitori di curarsi anche della seconda bimba. La moglie, allibita dalla circostanza (l'utenza telefonica di famiglia non appariva più sull'elenco pubblico e le parve strano che Elisabeth potesse essersi procurata il numero), ne diede conto alla polizia, che però non ritenne di attuare verifiche.
A seguito della nascita di Monika, Fritzl decise di ampliare il bunker a 55 m² di superficie: per fare ciò, i prigionieri dovettero scavare a mani nude per mesi per allargare le stanze.
L'ultimo nato, Felix, fu invece lasciato con la madre e i due primi fratelli nel bunker, in quanto Fritzl non volle che la moglie se ne facesse carico. Elisabeth si sforzò per quanto possibile di insegnare un minimo a leggere e scrivere ai figli che erano rimasti con lei.
I figli nati e vissuti nel bunker non vennero mai visitati da un medico fino alla loro liberazione ed ebbero pertanto vari problemi psico-fisici: ad esempio Kerstin riscontrò seri problemi ai denti, mentre Stefan sviluppò una postura curva a causa dei bassi soffitti dello scantinato. Tutti e tre manifestarono problemi al sistema immunitario, soffrirono di anemia, di mancanza di vitamina D e (non avendo visto per anni la luce del sole) di disfunzioni alla vista.
Sembra inoltre che Josef Fritzl abbia praticato abusi anche sulla figlia/nipote primogenita Kerstin.

### L’omicidio del neonato
Nel 1996 si compì una gravidanza gemellare, da cui nacquero due maschi, Michael ed Alexander: il primo morì solo tre giorni dopo il parto a causa di problemi respiratori. Come appurato successivamente, il padre era presente quando il volto del bambino iniziò a diventare cianotico (sintomo evidente dell'ipossia) ma, alle suppliche della figlia, si rifiutò di chiedere aiuto ad un medico rispondendo con un secco “succederà quel che deve succedere”. In seguito Fritzl fece scomparire il corpo del neonato, bruciandolo nella caldaia di casa e gettando le ceneri in giardino, all'interno della sua proprietà. Alexander, invece, fu "adottato" dal padre/nonno replicando le dinamiche già applicate con Lisa e Monika. Come nei casi precedenti, i servizi sociali non fecero controlli particolarmente approfonditi: tra il 1993 e il 2007 vi furono complessivamente 21 scambi di documenti tra i Fritzl e l'assistenza familiare ai fini delle adozioni dei bambini "abbandonati" da Elisabeth, ma solo in sei casi (l'ultimo dei quali nel 1997) un assistente sociale si recò fisicamente in visita alla famiglia.

## La scoperta del crimine

Il bunker subito dopo la scoperta

Il 19 aprile 2008 la primogenita dell'incesto, Kerstin, allora diciannovenne, venne trasportata all'ospedale di Mostviertel-Amstetten in stato comatoso afflitta da sintomi causati da una malattia di cui non fu rivelata la natura, probabilmente causata dall’incesto. La ragazza, che si trovava in condizioni molto gravi, passò diversi giorni in coma farmacologico.
Kerstin fino a quel momento non era mai uscita dalla cantina, non era stata formalmente adottata dai coniugi Fritzl e aveva vissuto in totale segregazione con la madre e i due fratelli.
A chiamare l'ambulanza era stato lo stesso Josef Fritzl, che aveva ceduto alle suppliche di Elisabeth, probabilmente temendo di incontrare difficoltà nell'occultare il corpo della ragazza in caso di decesso. I medici, insospettiti anche dall'aspetto della giovane (molto pallida e con i denti consumati), allertarono la polizia: venne quindi pubblicato un appello affinché la madre si mettesse in contatto con loro e raggiungesse la figlia in ospedale. Gli inquirenti al contempo interrogarono Josef Fritzl, il quale ripeté loro la storia della fuga della figlia al seguito di una setta religiosa e disse di aver "trovato" Kerstin agonizzante sull’uscio di casa, con addosso un biglietto firmato da Elisabeth che supplicava di portare la ragazza in ospedale. L'uomo consegnò altresì alle autorità quella che definì la "lettera più recente" ricevuta da Elisabeth, datata gennaio 2008 e spedita dalla città di Kematen an der Krems: in essa la ragazza affermava di vivere in clandestinità presso la setta religiosa, insieme ai figli Kerstin, Stefan e Felix.
I poliziotti, insospettiti, decisero di riaprire il fascicolo d'indagine sulla fuga di Elisabeth Fritzl e si misero in contatto con i medici della zona di Kematen, nessuno dei quali risultò avere in cura una donna di nome Kerstin. Le dichiarazioni di Fritzl padre e le presunte lettere della figlia furono quindi sottoposte al consulente forense Manfred Wohlfahrt, studioso di sette religiose, il quale sollevò dubbi sull'esistenza del gruppo descritto dall'uomo e notò come le missive a firma Elisabeth avessero espressioni e incongruenze ricorrenti, ipotizzando che fossero state dettate o artefatte.
Fritzl, sentendosi messo alle strette (l'argomento della scomparsa della figlia era infatti riapparso sui media austriaci), decise di condurre Elisabeth all'ospedale: il 26 aprile, dopo 8516 giorni di sequestro, la liberò dalla cantina insieme ai figli Stefan e Felix e li presentò alla moglie Rosemarie, facendole credere che la figlia fosse ritornata spontaneamente dalla "fuga" di 24 anni prima con i due bambini. Quindi portò con sé Elisabeth all'ospedale, non prima di averla minacciata di uccidere tutti i figli qualora avesse tentato la fuga o provato a rivelare la sua storia. Non appena i due giunsero alla struttura sanitaria, la polizia provvide a fermarli e a tradurli al più vicino commissariato per un interrogatorio.
Per un giorno intero sia il padre che la figlia rifiutarono di rispondere alle domande degli inquirenti; l'indomani, rassicurata riguardo alla sua futura protezione nei confronti del padre, la donna rivelò la storia dei suoi 24 anni in prigionia, accusando il genitore di tutte le nefandezze subite in quel periodo di tempo. A seguito della confessione di Elisabeth, poco dopo la mezzanotte di quello stesso giorno, gli agenti di polizia arrestarono Josef Fritzl con l'accusa di sequestro di persona, stupro, omicidio colposo per negligenza (in relazione alla morte di Michael) e incesto.
L'uomo venne ulteriormente interrogato, ma per altre 24 ore rifiutò di collaborare. La polizia quindi lo tradusse a casa (dove trovarono gli altri due bambini mai dichiarati) e lo minacciò di sfondare muri e pavimento qualora non avesse indicato l'ubicazione della "prigione" improvvisata; solo a quel punto Fritzl accondiscese ad aprire il bunker, che fu descritto dagli agenti come abbastanza ben arredato, ma con molti aspetti di degrado, dalla scarsa ventilazione alla presenza di muffa sui sanitari.
Elisabeth e i sei figli vennero tutti riuniti e condotti in una clinica psichiatrica, dove trascorsero diversi mesi; il test del DNA sulla prole confermò la paternità e accertò l'incesto.
Fritzl, posto in stato di fermo, fu ulteriormente interrogato: la sua linea difensiva fu tesa a minimizzare l'accaduto. Agli inquirenti disse di non considerare Elisabeth come una figlia, ma come una compagna; in un primo tempo negò le accuse di violenza e riduzione in schiavitù, sostenendo che il rapporto incestuoso fosse consensuale; in seguito provò a giustificarsi sia evocando i trascorsi di violenza con la madre, sia chiamando anche in causa la Bibbia. Dichiarò anche di provare affetto nei confronti dei figli nati dall'incesto e di essersi adoperato per rendere la vita ai suoi ostaggi "il più felice possibile".
Secondo gli psichiatri, Fritzl era da un lato incapace di dominare i propri desideri e le proprie pulsioni, ma dall'altro risultava freddo, calcolatore e del tutto a suo agio nel condurre più "vite parallele" e nel manipolare la realtà a proprio piacimento; il suo carattere era quindi all'insegna del narcisismo e della mancanza di empatia, per cui le altre persone erano unicamente viste come strumenti per soddisfare i propri bisogni.
Nelle perquisizioni effettuate a casa venne rinvenuta anche un'altra lettera "estorta" a Elisabeth, nella quale la ragazza si dichiarava pronta a concludere la sua "fuga" e tornare dai genitori; lo scritto sarebbe probabilmente servito a Fritzl per concludere il sequestro senza destare sospetti, quando l'avesse ritenuto opportuno.
Non è mai stato invece completamente chiarito il ruolo di Rosemarie, moglie di Fritzl e madre di Elisabeth: il suo silenzio nei 24 anni del sequestro rimane uno dei punti oscuri dell’intera vicenda. La donna ha sempre dichiarato di non essersi mai resa conto dell'esistenza di un bunker, né tanto meno della presenza al suo interno di sua figlia e dei suoi nipoti, ma di aver anzi sempre creduto alla versione del marito quando sosteneva che Elisabeth fosse fuggita di casa per aggregarsi a una setta religiosa. Nondimeno, nessuno degli oltre 100 inquilini che, in quasi un quarto di secolo, erano stati affittuari dei Fritzl, disse di aver mai avuto il presentimento che nella casa stesse accadendo un simile scenario criminale.

## Il processo e la condanna
Il 13 novembre 2008 Fritzl, 73 anni, venne incriminato per riduzione in schiavitù, sequestro di persona, stupro, coercizione, incesto e per l'omicidio colposo del neonato Michael; in quegli stessi giorni fu salvato da un tentativo di linciaggio da parte degli altri detenuti del carcere in cui era rinchiuso. La perizia psichiatrica attestò la capacità di intendere dell'uomo, pur riscontrando in lui gravi disturbi di personalità.
Il processo a suo carico si aprì il 16 marzo 2009 a Sankt Pölten, dinnanzi alla corte distrettuale presieduta dal giudice Andrea Humer. Il primo giorno l’uomo cadde in un mutismo totale e cercò di nascondere il volto dietro una cartella blu, cosa che aveva il diritto di fare secondo la legge austriaca. Dopo le dichiarazioni di apertura, a tutti i giornalisti e gli spettatori è stato chiesto di lasciare l'aula, dopo di che Fritzl ha abbassato la  cartella. Successivamente Fritzl si dichiarò colpevole di tutte le accuse a lui ascritte, con l'eccezione dell'omicidio colposo del neonato Michael e delle minacce di morte rivolte ai prigionieri, ai quali aveva fatto credere di essere in grado di asfissiarli col gas o di folgorarli in caso di tentativi di fuga. Disse altresì di aver iniziato a molestare Elisabeth dal 1985; fu però smentito da una testimonianza videoregistrata della figlia, della durata di alcune ore, trasmessa durante il processo, nella quale Elisabeth dichiarò di aver subito violenze sessuali da parte del genitore almeno dall'età di dodici anni. Amici ed ex compagni di scuola della ragazza dichiararono che Elisabeth aveva più volte confidato loro che il padre la picchiava, mostrando anche i lividi delle percosse subite, senza però mai accennare a violenze sessuali. Fritzl fu smentito anche quando sostenne di aver cercato di prendersi cura dei prigionieri in maniera adeguata: la figlia evidenziò infatti come lui talora si assentasse anche per diversi giorni, lasciando lei e i bambini senza cibo, col rischio concreto di morire d'inedia.
Il 19 marzo 2009 Fritzl venne condannato al carcere a vita, senza possibilità di libertà condizionale per i seguenti 15 anni. L'uomo accettò la sentenza senza ricorrere in appello e andò a scontare la sua pena a Stift Garsten, un ex-monastero dell'Alta Austria trasformato in prigione, in una sezione speciale del carcere per malati psichiatrici. Trascorsi 15 anni di detenzione, nel maggio 2024 un tribunale austriaco autorizza il trasferimento di Fritzl (che stando alle informazioni disponibili avrebbe cambiato legalmente cognome in Mayrhoff nel 2017 e soffrirebbe di demenza senile) in un carcere ordinario, precisando però come la decisione non sia propedeutica a una possibile scarcerazione.

## Dopo la liberazione
Dopo il processo e il periodo di riabilitazione in clinica, Elisabeth e tutti i sei figli assunsero una nuova identità e si trasferirono in Alta Austria, in una villetta offerta dallo Stato austriaco insieme a una pensione. Si fece avanti per dare un aiuto anche Natascha Kampusch, a sua volta vittima di un sequestro tra il 1998 e il 2006.
Nel 2009 un fotografo risalì all'indirizzo e scattò alcune immagini a Elisabeth e a sua figlia Lisa durante una passeggiata; gli scatti, pur se pubblicati oscurando il viso delle due donne, causarono una crisi nervosa alla donna, che decise quindi di tornare per qualche tempo alla clinica psichiatrica che l'aveva aiutata in precedenza, anche per sottrarsi ai tentativi di intrusione nella sua privacy attuati da altri fotografi.
I figli Kerstin e Stefan assolsero la scuola dell'obbligo grazie a insegnanti privati; il secondogenito disse di voler intraprendere una carriera nella marina. Felix iniziò la scuola elementare con la sua nuova identità, dovendo però superare iniziali problemi di apprendimento. Elisabeth rifiutò di scrivere un libro sulla sua vita e tagliò i rapporti con la madre Rosemarie, pur permettendole di vedere i nipoti.
Nel giugno 2013 il bunker venne reso inaccessibile colandovi vari strati di cemento. Due anni dopo la casa dei Fritzl ad Amstetten, valutata 200000 euro circa, venne messa in vendita senza ricevere alcuna offerta d'acquisto. il Comune ipotizzò anche di riconvertirla in un ostello per profughi. La vendita fu poi perfezionata nel 2016, per 160000 euro, all'albergatore Herbert Hauska, che la convertì in appartamenti residenziali.

## Influenza culturale
Se da una parte lo stesso Fritzl ha tentato di trarre profitto dalla storia della sua relazione incestuosa con la figlia prendendo, attraverso un intermediatore, contatti con alcune riviste scandalistiche britanniche per vendere al miglior offerente i verbali degli interrogatori e i resoconti dell'inchiesta per una cifra attorno ai 4000000 di euro, d'altro canto il grande risalto mediatico del suo caso, nel corso degli anni, è stato spesso citato in opere letterarie e nei testi di canzoni da parte di band che hanno rivolto lo sguardo alla vicenda giudiziaria e al profilo criminale dell'imputato, traendone diretta ispirazione.
- Il testo della canzone Wiener Blut ("sangue viennese"), inclusa nell'album Liebe ist für alle da del gruppo Industrial metal tedesco Rammstein, è liberamente ispirato alla vicenda di Fritzl che, dopo il caso di Armin Meiwes, descritto in Mein Teil, è il secondo famoso criminale ad apparire in un loro pezzo.
- I Benighted, band d'ispirazione deathgrind, hanno composto il brano intitolato semplicemente Fritzl, dichiarando poi di aver tratto ispirazione dal suo profilo criminale e dalla sua perversione.
- La canzone Trapped in the Basement, contenuta nell'album 200 Million Thousand (2009) della band statunitense Black Lips è dedicata alla vicenda.
- Nel 2009 la Back2back Productions ha realizzato il documentario Josef Fritzl: storia di un mostro per Sky One. Utilizzando filmati personali e foto, e con interviste esclusive ai familiari, amici ed ex colleghi di Fritzl.
- Lo scrittore Paolo Sortino ha pubblicato nell'aprile 2011 il romanzo Elisabeth ispirato al caso Fritzl, uscito per Einaudi. Dello stesso romanzo sono stati acquisisti i diritti per la trasposizione cinematografica da parte della casa di produzione Lotus.
- Il gruppo melodic death metal svizzero Dreamshade ha dedicato il brano Elisabeth (contenuto nell'album The Gift Of Life del 2013) alla ragazza vittima degli abusi.
- Nel 2010 viene edito il romanzo di Emma Donoghue Stanza, letto, armadio, specchio (Room) ispirato a Felix, il bambino più piccolo di Elisabeth.
- Nel 2015 esce al cinema Room, diretto dal regista irlandese Lenny Abrahamson e basato sul romanzo di Emma Donoughe. Il film verrà poi candidato a quattro Premi Oscar, vincendo quello per la miglior attrice protagonista (Brie Larson).
- Nel 2021 esce il film Girl in the Basement, diretto da Elisabeth Röhm.